# Manna (film)
Manna – polski offowy film komediowy (pierwszy thriller psychiatryczny) z 2006 roku w reżyserii Huberta Gotkowskiego.
Film, pomimo obaw autorów, stał się jednym z najgłośniejszych tytułów kina offowego, zaś Maciej Ślesicki postanowił wyprodukować jego profesjonalny remake.

## Opis fabuły
Marcin budzi się w środku lasu, w tajemniczym samochodzie. Nie wie dlaczego, skąd i po co się tam znalazł. Po chwili dowiaduje się, że nie tylko on znajduje się w takiej sytuacji. Dość szybko przekonuje się, że w lesie dzieją się dziwne rzeczy.

## Obsada
- Marcin Kabaj – Marcin
- Piotr Gibowicz – Piotrek

## Nagrody i wyróżnienia
1. Grand Prix - CK OFF Przemyśl 2007
2. GRAND PRIX - OSKARIADA 2007 Film amatorski
3. OFFSKAR 2007
  1. Najlepszy scenariusz (MANNA)
  2. Najlepsza rola męska dla Marcina Kabaja (MANNA)
4. I Nagroda - SKOFFKA 4 Warszawa 2006
5. GRAND PRIX - FILMOFFO 2007 Festiwal Kina Niezależnego Opole Lubelskie
6. Wyróżnienie za wiarygodną grę aktorską i dialogi - IV Festiwalu Kina Amatorskiego STYGMATY - Poznań 2006